# Psusennes II.
Psusennes II. war der siebte und letzte altägyptische König (Pharao) der 21. Dynastie (Dritte Zwischenzeit). Er regierte um 960 – 946 v. Chr.

## Herkunft und Familie
Die Herkunft von Psusennes II. ist nicht gesichert und seine historische Einordnung schwierig. Aidan Dodson zufolge ist dieser König eine „geisterhafte Figur“. Er ist vermutlich mit dem Hohepriester des Amun von Karnak, Psusennes („III.“) identisch. Damit wäre er ein Sohn des Hohepriesters Pinudjem II. und der Isetemachbit, was von Jürgen von Beckerath angezweifelt wird. Psusennes II. wird zwar traditionell als siebter Herrscher zwischen den Königen Siamun und Scheschonq I. eingeordnet, jedoch ist dies nicht sicher belegt. Psusennes II. ist möglicherweise ein lokaler Herrscher (in Abydos) während der gleichzeitigen Herrschaft Scheschonq I. Damit müsste allerdings die ihm zugeordnete Regierungszeit gestrichen werden, was zu einer Lücke in der Chronologie der Dritten Zwischenzeit führt.
Seine Tochter Tanetsepeh wurde mit Schedsunefertem, dem Hohepriester des Ptah in Memphis und seine zweite Tochter, Maatkare (II.), mit Osorkon I. verheiratet. Somit wäre er der Großvater von Scheschonq II.

## Bautätigkeiten
An eigener Bautätigkeit ist nichts bekannt. Es werden lediglich Bauwerke anderer Könige erwähnt. Als zeitgenössische Zeugnisse aus seiner Regierungszeit ist zum einen ein Graffito in der Kapelle des Ptah im Tempel Sethos I. in Abydos erhalten, das Psusennes II. als König von Ober- und Unterägypten (Njswt Bjtj), Hoherpriester des Amun-Re und militärischen Kommandanten nennt. Zum anderen ist sein Thronname noch inschriftlich auf einer von Scheschonq I. usurpierten Statuette Thutmosis III. belegt. Aus seiner Grabausstattung ist auch nur ein Uschebti erhalten.